# Augustine Mulenga
Augustine Kabaso Mulenga (sinh ngày 17 tháng 1 năm 1990) là một cầu thủ bóng đá người Zambia. Anh thi đấu cho Orlando Pirates và Zambia.

## Quốc tế
Anh ra mắt tại Đội tuyển bóng đá Quốc gia Zambia vào ngày 26 tháng 3 năm 2017 trong trận giao hữu trước Zimbabwe.

### Bàn thắng quốc tế
Tỉ số và kết quả liệt kê bàn thắng của Zambia trước.
| #  | Ngày                | Địa điểm                                       | Đối thủ     | Tỉ số | Kết quả | Giải đấu                           |
| -- | ------------------- | ---------------------------------------------- | ----------- | ----- | ------- | ---------------------------------- |
| 1. | 14 tháng 1 năm 2018 | Sân vận động Marrakech, Marrakesh, Maroc       | Uganda      | 2–1   | 3–1     | Giải vô địch bóng đá châu Phi 2018 |
| 2. | 18 tháng 1 năm 2018 | Sân vận động Marrakech, Marrakesh, Maroc       | Bờ Biển Ngà | 1–0   | 2–0     | Giải vô địch bóng đá châu Phi 2018 |
| 3. | 18 tháng 1 năm 2018 | Sân vận động Marrakech, Marrakesh, Maroc       | Bờ Biển Ngà | 2–0   | 2–0     | Giải vô địch bóng đá châu Phi 2018 |
| 4. | 23 tháng 3 năm 2019 | Sân vận động Anh hùng Quốc gia, Lusaka, Zambia | Namibia     | 1–0   | 4–1     | Vòng loại CAN 2019                 |
| 5. | 23 tháng 3 năm 2019 | Sân vận động Anh hùng Quốc gia, Lusaka, Zambia | Namibia     | 3–0   | 4–1     | Vòng loại CAN 2019                 |